# Ivan Obrovac
Ivan Obrovac (Serbian Cyrillic: Ивaн Oбpoвaц;born ngày 8 tháng 12 năm 1986 ở Šabac) là một tiền vệ bóng đá Serbia, thi đấu cho Mačva Šabac.
Anh trước đây thi đấu cùng với Rad, Radnički Obrenovac, Palilulac Beograd, BSK Borča, Mačva Šabac, Radnički Kragujevac và Hajduk Kula.